# もっと身近に もっと世界へ NHK80
『もっと身近に もっと世界へ NHK80』（もっとみぢかに もっとせかいへ エヌ・エイチ・ケーはちじゅう）は、日本放送協会の設立80周年を記念し、日本時間の2005年3月19日午前10:00から3月22日（放送記念日当日）の22:00まで、延べ80時間に渡ってNHKラジオ第1放送（一部総合テレビとのサイマル含む）で長時間放送された開局記念番組。2015年の『NHK90時間ラジオ〜もっと届け、大切なこと〜』が放送されるまではテレビ・ラジオ合わせて日本最長の特別番組。
番組ではこれまでNHKが放送した80年間の音源・音楽・ラジオ番組の中から特に視聴者の反響の多かった番組をランキング形式で紹介したほか、これまで放送が伝えた大事件・スクープの数々、そしてこれからの放送のあり方などを多角的に分析する番組などを集中編成した。随時放送センター玄関の特設スタジオからの公開放送や今回の放送80周年記念をきっかけに新規導入したラジオ放送の移動中継車「80ちゃん号（はちまるちゃんごう）」のお披露目とそれを使った各地の表情の生中継も行われた。
この番組で「日本列島はる自慢」（日本時間20日10:05ごろ-15:55）と題した日本列島各地を中継で結ぶコーナーが放送されていた20日10:53ごろに福岡県西方沖地震が発生し、全波（衛星含む）共通番組（八波全中）で地震速報が行われ一時中断した。
また、19日と20日に総合テレビと同時生放送した『ラジオ深夜便』や22日21:15からのグランドフィナーレで(NHKホールからの中継で)総合テレビと同時生放送された『あの日あの歌〜放送80周年コンサート〜』、19日から3夜連続で『土曜の夜はケータイ短歌』を（19日と21日は「眠れない夜はケータイ短歌」として）放送したほか、日本時間の19日から3夜連続で（21:00から）ラジオドラマに残る金字塔「君の名は」の再現復刻版（出演：田中美里、萩原聖人ら）を放送した。

## 総合キャスター
- 三宅民夫（移動中継車「80ちゃん号」リポーター）

### ラジオ総合キャスター
- 古屋和雄
- 山根基世